# Ben 10: Protector of Earth
Ben 10: Protector of Earth este un joc video 3D având la bază celebra animație Ben 10. A fost lansat pe data de 30 octombrie 2007 în America de Nord, iar în Europa pe data de pe 9 noiembrie 2007. Versiunea pentru Wii a fost lansată în Europa pe 30 noiembrie 2007. Este disponibil pe: PlayStation 2, Wii, PSP și pe Nintendo DS.
A fost creat de D3 Publisher.

## Actul Unu
La începutul jocului,un Țânțar ca dronă extrage o mare parte din ADN-ul Omnitrix,lăsând doar patru brațe și Heatblast pe ceas.Ben constata ca ADN-ul furat este folosit pentru a energiza diferiți roboții și în distrugerea acestor roboți el își recapătă unele forme extraterestre.Ben găsește mai târziu dronele lui Vilgax și cavaleri Forever.Enoh este în construirea unui mech folosind tehnologie de la Area 51,în încercarea de a opri Vilgax;și,deși el este,de asemenea,încercarea de a salva lumea,el nu este dispus sa lase ajutorul Tennysons.Prin înfrângerea mech lui Enoh.Ben dobândește un alt cristal Omnitrix,deblocarea XLR8 învingând un mech Vilgax și după ce a învins mech lui Enoh,Cannobolt.

## Actul Doi
În San Francisco,Ben afla ca Kevin 11 a scăpat din Void Null și a adus unele creaturi de plante.Kevin 11 răpește Max și scapă la un lac de crater,în cazul în care Ben îl învinge.Kevin 11 este apoi tras în Vid Null din nou.Ben învinge planta-mama,în Seattle.El are acest cristal și deblochează Wildvine.

## Actul Trei
În spațiul cosmic,Vilgax și Ghostfreak lucrează împreuna,acesta din urma îl eliberează pe Vilgax din Void Null.Ben,Gwen,Max afla despre Ghostfreak după ce a învins-o pe Hex.De asemenea,ei află ca el a jefuit baza instalatorilor.Ben lupta cu Ghostfreak la Navy Pier,care este apoi blocat în Vid Null de Max.Ben are un alt cristal Omnitrix care deschide prima parte a funcției de Master-control.

## Actul Patru
Ben afla despre Doctor Animo ca folosește ADN-ul extraterestru de a crea o armata mutant.Ben luptă,dar medicul Animo reușește sa o răpească pe Gwen.După ce la învins pe Clancy (care lucrează pentru Doctor Animo),primește un indiciu despre locația lui Gwen.El ajunge la o platforma uleioasa,Ben îl întâlnește pe Doctor Animo.Ben îl învinge și salvează pe Gwen.El recapătă controlul,de asemenea,un alt cristal Omnitrix,care deblochează următoarea și ultima parte a Master-control.În timpul detenției ei,Gwen a aflat ca Doctor Animo lucrează pentru Vilgax.Ea a aflat,de asemenea,ca Vilgax dorește să atragă întreaga planeta în Vid Null.

## Actul Cinci
Ben,Gwen și bunicul Max vad Driscoll în Laboratorul Forever Knights.Ben folosește extraterestrul"Cannobolt" pentru a prinde rapid Driscoll,dar Driscoll scapă prin luarea de super-puteri.Ben,Gwen și bunicul Max gândește ce sa facă în continuare.Atunci Driscoll solicita cavalerii și le da super-puteri.Apoi cavalerii merg pentru al prinde pe Ben Tennyson.Apoi Ben învinge Cavalerii și merge pentru al prinde pe Driscoll.Apoi Ben se lupta cu Driscoll.Driscoll a crezut ca el poate câștiga cu super-putere,dar el este învins.Apoi Driscoll este alungat în Void Null și Be,Gwen și bunicul Max sunt fericiți și acum se gândesc cum sa-l învingă pe Vilgax?Deci Ben trebuie sa ia extratereștrii cu el.

## Actul Șase
Max și Gwen încearcă sa avertizeze guvernul,în timp ce Ben se ocupa cu Sixsix și trupele lui Vilgax.Max apoi face un vehicul spațial din rulota sa.Ei se confruntă cu Vilgax în propria lui nava.Ben îl învinge pe Vilgax într-o bătălie și-l scoate în spațiu.După aceea,Ben,Gwen și Max recupera ultimele piese din Omnitrix.Tennysons scap și portalul Void Null atrage Vilgax și nava lui în interior,rănind corpul sau în progres.Cei trei Tennysons vin înapoi pe Pământ.Vilgax este reparat de nanoboți lui în Vid Null,el jura ca se va întoarce într-o zi sa ia Omnitrixul.

## Gameplay
La început,Ben poate rămâne un extraterestru pentru o perioada limitata de timp,dar după ce învinge uni șefi,Ben deblochează puteri pentru extratereștri săi și chiar deblochează controlul maestru,ceea ce înseamna ca poate sta un extraterestru pentru un timp infinit sau a comuta între extratereștrii fără golirea energiei din Omnitrix.Combo-uri de atac pot fi deblocate prin puncte de colectare Omnitrix.Amplifică puterea limitata
sau invincibilitatea pot fi colectate,precum și bonusuri pentru a face Omnitrixul sa se reîncarce mai repede.Trei cărți Sumo Slammer sunt ascunse în fiecare nivel principal,și o data caracteristicile deblocate colectate,cum ar fi clipuri video.După fiecare nivel,rândurile instalatoare sunt recompensate,în funcție de cât de repede jucătorul bate acest nivel.Dacă jucătorul primește rangul A,veți obține o imagine caracter,de obicei,un șef sau un personaj negativ.În principalele nivele șeful,niște butoane de război de aur permite jucătorilor sa execute un atac special în anumite puncte.

## Recepție
Receptarea critica a fost în principal mediu.IGN a acordat 6.8 din 10,comentând ca sunt umbrite de grafica,gameplay-ul simplu și salvarea on-the-fly potrivește ținte demografice,dar nu a reușit sa-l recomanda pentru jucătorii hardcore.Eurogamer a dat 5 din 10,subliinind drop-în a doua scena și modul de jucător și decente de abandon,dar criticând mediul blând.

## Vezi,de asemenea
- Ben 10: Alien Force (joc video)

1. ↑  redump.org